# مرسل مستقبل غير متزامن شامل

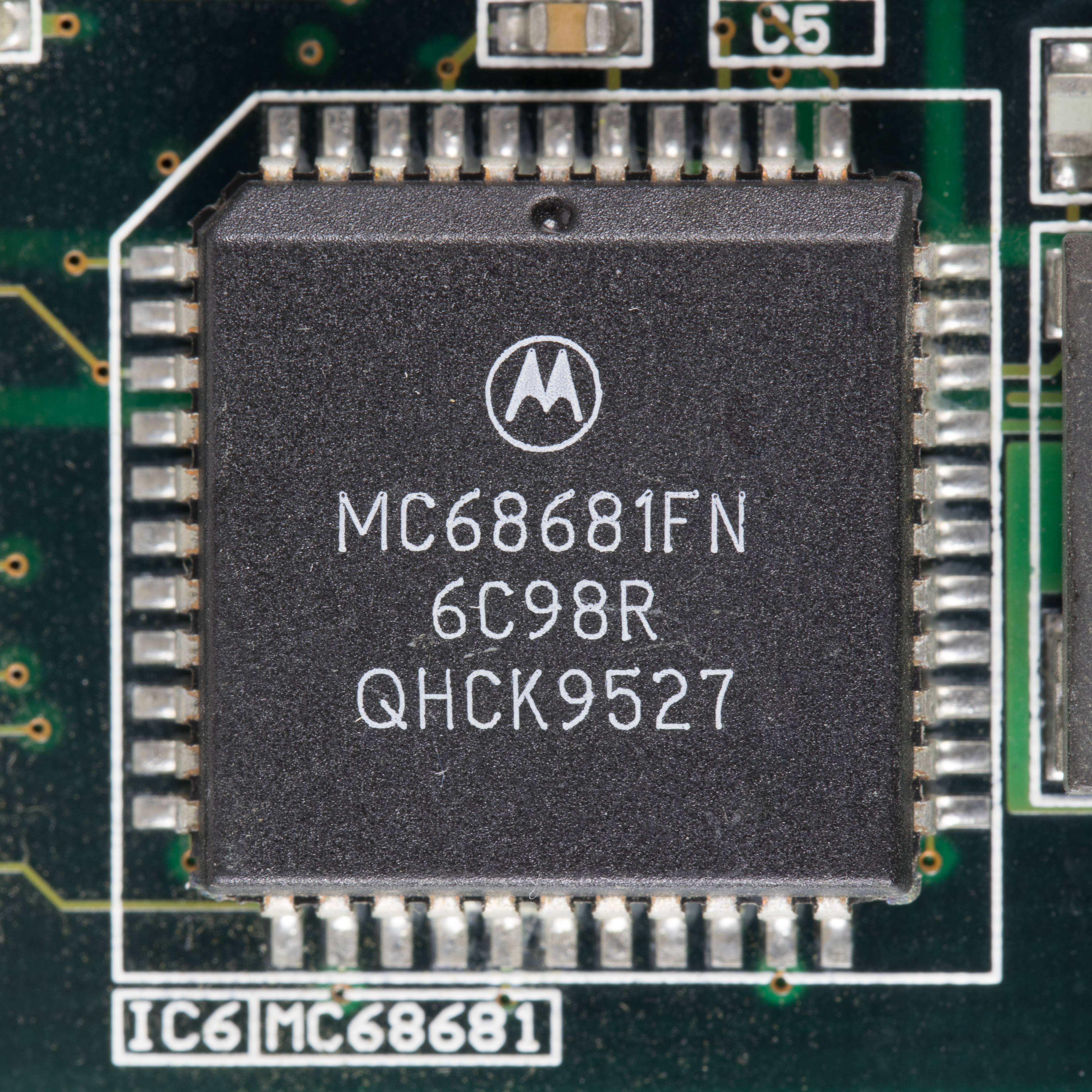

المرسل-مستقبل غير المتزامن الشامل (بالإنجليزية: Universal asynchronous receiver-transmitter) هو عتاد حاسوب للاتصال التسلسلي غير المتزامن تكون فيه صيغة البيانات وسرعة الإرسال قابلتين للضبط. باستخدام هذا النظام ترسل البيانات بتًّا وراء بت، من الأقل اعتبارًا إلى الأعلى اعتبارًا، وتؤطر هذه البتات ببتات بداية ونهاية. المرسل-مستقبل غير المتزامن الشامل من بواكير أجهزة الاتصال بين الحواسيب، حيث استخدم للاتصال بين المبرقات الكاتبة ومنصات المشغلين، كما استخدم في شبكات الحواسيب المبكرة. مستويات الإشارة الكهربية تقوم عليها دارة خارجية عن اليو أرت. المعيار RS-232، ذو 12 فولت، والمعيار RS-485 ذو 5 فولت من أكثر المعايير انتشارًا لإشارات اليو أرت. تستخدم أجهزة اليو أرت في السيارات والبطاقات الذكية ووحدات تعريف المشترك. يوجد اليو أرت منفردًا أو جزءًا من دارة متكاملة تستخدم للاتصال التسلسلي عبر المنفذ التسلسلي لجهاز ملحق أو حاسوب. في العديد من المتحكمات الدقيقة يوجد ملحق أو عدة ملحقات لليو أرت. يوجد نظام آخر يسمى المرسل-مستقبل المتزامن الشامل يدعم الإرسال التزامني.
عادة ما ترسل البيانات بنظام يو أرت بسرعات 9600، 19200، 57600 أو 115200 بود.